# Shinan-distriktet
Shinan-distriktet (Kinesisk:市南;pinyin:shìnán "Syd by") er et distrikt i byen Qingdao som ligger i provinsen Shandong. Distriktet har et areal på 30,01 kvadratkilometer.